# Hombre (bande dessinée)
Pour les articles homonymes, voir Hombre.
Hombre est une série de bande dessinée post-apocalyptique espagnole scénarisée par Antonio Segura et dessinée par  José Ortiz, publiée de 1981 à 1994 dans le mensuel Cimoc.

## Création de la bande dessinée
Les années après la chute de Franco virent la résurgence de la bande dessinée espagnole. Segura créa Bogey et Orka, mais ce fut Hombre, en collaboration avec Ortiz qui eut le plus de succès. Après son démarrage dans Cimoc, Segura et Ortiz publient Hombre dans le magazine KO comics, un des trois magazines que Metropol, coopérative d'édition tenue par des artistes, publia pendant sa courte existence en 1984. Lorsque Metropol disparut, Hombre retourna sur Cimoc. Les albums espagnols furent publiés par Norma Editorial.
Bénéficiant d'une grande popularité en France, la série fut imprimée en albums par Kesselring, Magic Strip puis Soleil Productions. Des traductions en anglais de la série apparurent aux États-Unis dans le magazine Heavy Metal dans les années 1980 et 90.

## Synopsis
Série post apocalyptique, Hombre se déroule sur Terre après l'extinction de la société (ensemble de conflits et épuisement des ressources naturelles). L'armée fait un blocus de la ville où tout approvisionnement a été stoppé. La moitié des aventures de Hombre se déroulent dans cette ville, jusqu'au moment où il s'échappe et erre à l'extérieur. Le héros appelé simplement Hombre (« Homme » en espagnol), solitaire et désabusé, cynique et pessimiste, est néanmoins toujours prêt à croire à un peu d'espoir, mais est finalement toujours rattrapé par la réalité humaine, fondamentalement mauvaise.
Si ce monde ressemble fortement à celui de Jeremiah, les histoires de Hombre sont plutôt pessimistes et ne partagent pas l'espoir et le besoin de reconstruction distillés par celui-ci.